# 高麗光宗
高麗光宗（：／ Goryeo Gwangjong；925年—975年），姓王，諱昭（：／ Wang So），字日華，高麗的第四代君主，949年至975年在位。
光宗是太祖王建第四子，為神明太后劉氏所生，也是第三代王定宗王堯同母弟。在位期間，加強中央集權，削弱豪族權力，殘酷鎮壓反對者，並對內政進行了一系列改革，高麗的經濟和軍事都有很大發展。外交上，確定了「外王內帝」的方針，即對中原王朝自稱國王，在國內自稱皇帝。死後，由景宗繼位。

## 生平
高麗光宗是定宗的同母弟，但卻是由信州院夫人康氏撫養長大的。949年，定宗病危，召光宗入內禪位。時年25歲光宗繼承高麗王位，建年號光德。當時高麗政局不穩，太祖王建為了統一後三國，與許多豪族結盟，這些豪族為了掌控政權發生了激烈的競爭。光宗見證了兄弟爭位的一系列事件，覺得應該鞏固王權、獎勵對高麗發展有功之人，以及與鄰國建立良好外交關係。高麗光宗經常讀唐太宗的《貞觀政要》，發現自己的處境與唐太宗有頗多相似之處。在949年的稅務規範化之後，光宗開展了一系列改革，來推動穩定的、以王室為中心的政治體系，並發展經濟和軍事。
956年，光宗開始了第一項改革。他出臺了《奴婢按檢法》，沒收了富裕家庭的私奴。此項改革令朝廷贏得了百姓的支持，被釋放的奴隸成為平民，戰時成為士兵，而他們也要像平民一樣交稅，這增加了國家財政收入。隨後，光宗改組並發展軍隊，以面對北方的契丹和女真，在東北和西北建立了十二個座哨所，取消了都城和各地的領主，以朝廷任命的官員代之。
958年，光宗確立高麗的科舉制度，命令翰林學士雙冀開科取士，以科舉考試選拔出來的官員來取代世族勢力。960年，從中國引入百官公服制度，並以開京（今開城）為皇都，西京（今平壤）為西都。
光宗的改革受到士族的強烈阻撓，尤以開國功臣為甚。對此光宗非常強硬，他鼓勵告密，將這些敢於叛亂的士族投獄處決，不少功臣遭到殺戮。人們十分畏懼，不敢偶語。

在外交上，光宗確定了「外王內帝」的方針，對中原王朝自稱國王，在國內自稱皇帝。953年，後周太祖郭威派遣衛尉卿王演、將作少監呂繼贇出使高麗，册封光宗為特進、檢校、大保使持節、玄菟州都督、充大義軍使兼御史大夫、高麗國王。光宗在949年至952年期間自行使用光德年號，之後，改用後周年號。960年至963年期間自行使用峻豐為年號，之後又改用北宋的年號。
光宗一生崇信佛教，將有才能的僧侶提拔為自己的顧問，僧人惠居被他封為國師，坦文被封為王師，參與政治事務。光宗在位期間建立了許多寺廟。光宗還開創了僧科考試制度來測試僧人的佛學知識水平，使僧侶能夠在官府和寺院中得以晋升。他試圖借此將眾多佛教宗派統一為一個思想，但最後失敗了。
光宗於975年7月病重，數日後死去，時年51歲。其子景宗王伷繼位，給他上廟號光宗，諡號大成大王，葬於憲陵。穆宗五年（1002年）四月加諡宣烈，顯宗五年（1014年）三月加平世，十八年（1027年）四月加肅憲，文宗十年（1056年）十月加懿孝，高宗四十年（1253年）十月加康惠，稱弘道宣烈平世肅憲懿孝康惠大成大王。

## 後世評價
- 《高麗史》：「王卽位之初，禮待臣下，明於聽斷，恤貧弱，重儒雅，夙夜孜孜，庶幾治平。中歲以後，信讒好殺，酷信佛法，奢侈無節。」
- 高麗儒學學者李齊賢評價：「光宗之用雙冀，可謂立賢無方乎？冀果賢也，豈不能納君於善，不使至於信讒濫刑耶？若其設科取士有以見光宗之雅，有用文化俗之意，而冀亦將順以成其美，不可謂無補也。惟其倡以浮華之文，後世不勝其弊云。」

## 家庭

### 父母
- 父：高麗太祖 王建
- 母：神明順成王后 劉氏

### 兄弟姐妹
- 兄：太子 王泰
- 兄：高麗定宗 王堯 三王子
- 弟：文元大王 王貞 十四王子
- 弟：證通國師
- 姐妹：安貞淑儀公主王氏，又稱神鸞宮夫人、樂浪公主，新羅敬順王金傅之妻。
- 姐妹：興芳宮主，異母兄弟元莊太子之妻。

### 妻妾
| 稱號            | 父母                            | 備註                                               |
| --------------- | ------------------------------- | -------------------------------------------------- |
| 大穆王后 皇甫氏 | 高麗太祖 王建 神靜王太后 皇甫氏 |                                                    |
| 慶和宮夫人 林氏 | 高麗惠宗 王武 義和王后 林氏     | 惠宗二年嫁給叔父王昭。又稱慶化宮夫人、慶華宮夫人。 |
| 賢妃 金氏       |                                 | 顯宗20年（1029年）追贈賢妃。                       |

- 宜慧貴妃大氏：渤海國王族出身。[來源請求]

### 子女
| 稱號          | 生卒年   | 生母           | 配偶                                     | 備註                         |
| ------------- | -------- | -------------- | ---------------------------------------- | ---------------------------- |
| 高麗景宗 王伷 | 955－981 | 大穆王后皇甫氏 | 獻肅王后金氏 獻懿王后劉氏 獻貞王后皇甫氏 |                              |
| 孝和太子      |          | 大穆王后皇甫氏 |                                          | 名失傳，早夭。               |
| 千秋殿夫人    |          | 大穆王后皇甫氏 | 千秋殿君                                 | 千秋殿君為文元大王王貞之子。 |
| 寶華宮夫人    |          | 大穆王后皇甫氏 |                                          |                              |
| 文德王后劉氏  |          | 大穆王后皇甫氏 | 弘德院君王圭 高麗成宗王治                |                              |

## 影視形象
| 演員   | 年代           | 電視台 | 劇名                   | 備註                                 |
| ------ | -------------- | ------ | ---------------------- | ------------------------------------ |
| 致宇   | 2000年～2002年 | KBS    | 太祖王建               |                                      |
| 金相中 | 2002年～2003年 | KBS    | 帝國的早晨             |                                      |
| 郑承宇 | 2009年         | KBS    | 千秋太后               |                                      |
| 張赫   | 2015年         | MBC    | 輝煌或瘋狂             | 改編自同名小說，故與正史有許多出入。 |
| 李準基 | 2016年         | SBS    | 月之戀人－步步驚心：麗 |                                      |

## 附註
1. 1 2 3  Lee, Carol.  [The political reform of the kingdom of Goryeo]. Korea Post. October 19, 2015  [September 19, 2016]. （原始内容存档于2016-09-24） （葡萄牙语）.
2. 1 2 3   [Gwangjong, the monarch who granted freedom to slaves]. KBS World. May 30, 2014  [September 18, 2016]. （原始内容存档于2017-02-11） （西班牙语）.
3. ↑  . June 2, 2009  [September 18, 2016]. （原始内容存档于2020-05-01）.
4. 1 2 3  Kim, Djul Kil. . 30 May 2014: 64. ISBN 978-1-61069-581-7.
5. 1 2 3 4  Yi, Ki-baek. . 1988. ISBN 978-0-67461-576-2.
6. ↑  Grayson, James Huntley. . 2002. ISBN 978-0-70071-605-0.
7. ↑  高麗史·世家· 5卷·顯宗20年11月